# Mudali
Mudali (en népalais : मुडली) est un comité de développement villageois du Népal situé dans le district de Parsa. Au recensement de 2011, il comptait 5 850 habitants.